# Myrmica winterae
Myrmica winterae é uma espécie de insecto da família Formicidae.
É endémica de Suíça.